# El Tránsito (El Salvador)
El Tránsito es un distrito del municipio de San Miguel Oeste, departamento de San Miguel, El Salvador. De acuerdo al censo oficial de 2024, tiene una población de 17,057 habitantes lo que lo convierte en el 84° distrito más poblado del país. Limita al norte con el distrito de San Rafael Oriente; al este con el distrito de San Miguel y la laguna de El Jocotal; al sureste con el distrito de Jucuarán; al suroeste con el distrito de Concepción Batres; y al oeste con el distrito de Ereguayquín.

## Información general
La cabecera del distrito es la ciudad de El Tránsito que está situada a 125 m s. n. m., posee una superficie total de 43.72 km². Está ubicada a una distancia de 23 km al sur oeste de la ciudad de San Miguel y a 9.5 km de la ciudad de Usulután. Las fiestas patronales se celebran el 15 de agosto en honor a la Virgen del Tránsito.

### Organización Territorial
La ciudad está estructurada en cuatro barrios: Barrio Concepción, concentrándose la mayoría de los equipamientos institucionales; el Barrio San Francisco, Barrio San Carlos y Barrio La Cruz. Para su administración, El Tránsito se encuentra dividido en 6 cantones y 8 caseríos. Siendo sus cantones: Borbollón, Calle Nueva, Llano El Coyol, Moropala, Piedra Pacha y Primavera.
- Calle Nueva → caseríos: Calle Nueva y Calle Nueva Abajo.
- Llano El Coyol → caseríos: Llano del Coyol y Piedra Pacha.
- Primavera o Meangulo → caseríos: Primavera o Meangulo.
- Moropala  → caseríos: Moropala y Vado Marín.
- El Borbollón → caseríos: El Borbollón.

Aunque Primavera es el cantón más pequeño del municipio es el más poblado y cercano a la ciudad.

## Historia
Por Decreto Legislativo del 17 de junio de 1914, los cantones San Francisco Pochote, El Coyol, Calle Nueva y Meangulo, del municipio de San Rafael Oriente, constituyeron el pueblo de El Tránsito, el cual pasó a formar parte del departamento de San Miguel.
El Tránsito obtuvo el título de Villa el 7 de febrero de 1956, por decreto Legislativo bajo la administración del Dr. Alejandro Castro y obtuvo el título de ciudad el 18 de diciembre de 1991, según decreto Legislativo n.º 130 de Fecha 18 de diciembre de 1991, publicado en el diario oficial # 12, tomo 314 de fecha 21 de enero de 1992.
La expresada Ley de erección del nuevo municipio fijó en el caserío de San Francisco Pochote el asiento de las autoridades municipales de El Tránsito. Desde su fundación es municipio del distrito de Chinameca y departamento de San Miguel.
El municipio de El Tránsito se convirtió en un distrito del municipio de San Miguel Oeste el 22 de junio de 2023, mediante el Decreto Legislativo n.º 762, el cual fue publicado en el Diario Oficial, Tomo #439 con fecha del 14 de junio de 2023.

## Comercio
La actividad comercial en la estructura urbana de El Tránsito representa un auge muy elevado, y se concentra principalmente en los alrededores del mercado municipal en el centro de la ciudad, es en esta zona es donde se ubica el central perímetro histórico de la ciudad. El tipo de actividad comercial es: Comerciales de muebles, electrodomésticos, vestimenta, alimentos de origen animal y vegetal, repostería, servicios de restaurantes, entre muchos otros. Debido a la existencia de recursos hidrográficos también destaca la actividad pesquera regulada en agua dulce.
Si hay algo que hay que destacar del distrito, es que la ciudad migueleña de El Tránsito se caracteriza por tener uno de los tiangues “más grandes de toda la zona” oriental de El Salvador, compuesta por cuatro departamentos.
Un tiangue hace referencia  un mercado de compra y venta de ganado cuya actividad comercial esta regulada por el Código Municipal del país, y se realiza un día concreto de la semana, en el distrito de El Tránsito se realiza específicamente cada martes de semana.

## Servicios Públicos

### Educación
De acuerdo a los datos del Ministerio de Educación correspondientes al año 2020, en el distrito de El Tránsito se encontraban 19 sedes educativas, 17 centros escolares de carácter público, y 2 de carácter privado, de todos ellos cabe destacar que solo 3 ofrecen educación media; El Instituto Nacional El Tránsito y el Colegio Cristiano Campamento de Dios Profesor Ladislao Leiva Hijo. Dado que la ciudad no cuenta con universidades, los recién graduados de educación media optan por estudiar en la Universidad Gerardo Barrios o la Universidad de El Salvador:
     Educación media      Educación media y básica      Educación básica      Primer y segundo ciclo
| Pos.  | Código de Centro Educativo | Código de Centro Educativo | Sede Educativa                                                      | Tipo de Sede | Zona   | Estudiantes matriculados para 2020 |
| ----- | -------------------------- | -------------------------- | ------------------------------------------------------------------- | ------------ | ------ | ---------------------------------- |
| 1     | 12890                      |                            | INSTITUTO NACIONAL EL TRANSITO                                      | Público      | Urbana | 702                                |
| 2     | 12883                      |                            | CENTRO ESCOLAR CANTON LLANO DEL COYOL                               | Público      | Rural  | 324                                |
| 3     | 12884                      |                            | CENTRO ESCOLAR CANTON PRIMAVERA                                     | Público      | Rural  | 231                                |
| 4     | 12885                      |                            | CENTRO ESCOLAR CANTON MOROPALA                                      | Público      | Rural  | 110                                |
| 5     | 12886                      |                            | CENTRO ESCOLAR CANTON EL BORBOLLON                                  | Público      | Rural  | 389                                |
| 6     | 12891                      |                            | CENTRO ESCOLAR 14 DE ABRIL                                          | Público      | Urbana | 623                                |
| 7     | 12892                      |                            | CENTRO ESCOLAR EL TRÁNSITO                                          | Público      | Urbana | 586                                |
| 8     | 12893                      |                            | CENTRO ESCOLAR MONSEÑOR OSCAR ARNULFO ROMERO Y GALDAMEZ             | Público      | Urbana | 59                                 |
| 9     | 20918                      |                            | COLEGIO CRISTIANO CAMPAMENTO DE DIOS "PROFESOR LADISLAO LEIVA HIJO" | Privado      | Urbana | 202                                |
| 10    | 21590                      |                            | COLEGIO SAN FRANCISCO JAVIER                                        | Privado      | Urbana | 232                                |
| 11    | 82046                      |                            | CENTRO ESCOLAR CANTÓN CALLE NUEVA                                   | Público      | Rural  | 64                                 |
| 12    | 82047                      |                            | CENTRO ESCOLAR CASERÍO SAN CARLOS, CANTÓN CALLE NUEVA               | Público      | Rural  | 132                                |
| 13    | 82049                      |                            | CENTRO ESCOLAR CASERÍO EL LLANITO, CANTÓN LLANO EL COYOL            | Público      | Rural  | 64                                 |
| 14    | 82051                      |                            | CENTRO ESCOLAR CASERÍO VADO MARÍN, CANTÓN MOROPALA                  | Público      | Rural  | 87                                 |
| 15    | 82055                      |                            | CENTRO ESCOLAR CANTÓN PIEDRA PACHA                                  | Público      | Rural  | 76                                 |
| 16    | 82056                      |                            | CENTRO ESCOLAR CANTÓN LA PRADERA                                    | Público      | Rural  | 334                                |
| 17    | 82057                      |                            | CENTRO ESCOLAR CANTÓN PRIMAVERA 2                                   | Público      | Rural  | 95                                 |
| 18    | 86301                      |                            | CENTRO ESCOLAR CANTÓN PRADERAS 2                                    | Público      | Rural  | 17                                 |
| 19    | 86302                      |                            | CENTRO ESCOLAR CASERÍO LA PEÑONA, CANTÓN LLANO EL COYOL             | Público      | Rural  | 88                                 |
| Total | Total                      | Total                      | Total                                                               | Total        | Total  | 4,415                              |

## Geografía

### Hidrografía
En el distrito de El Tránsito se encuentra La Laguna Del Jocotal, un paraíso de diversidad biológica asentado bajo las faldas del Volcán de San Miguel (Chaparrastique), nombre del departamento al que pertenece el municipio. La laguna es un sitio con importancia turística, económica y ambiental, donde para su preservación sólo se pueden utilizar lanchas impulsadas por remos y movilizarse en sus tranquilas aguas. En tiempo de verano, los visitantes y locales aprovechan la frescura del agua y los pocos espacios que deja la ninfa para realizar labores de pesca y diversión.
La laguna Del Jocotal en El Tránsito, San Miguel, presume de ser el primer humedal con reconocimiento internacional para El Salvador, declarado Humedal de Importancia Internacional por la convención Ramsar del 22 de enero de 1999. Este título nos da una idea más clara de cuán valioso es este precioso y tranquilo lugar de 500 manzanas de extensión. Un sitio que, a pesar de ser un área protegida, es excelente para aquellas personas que deseen practicar la pesca, visualizar una enorme variedad de especies de aves migratorias o simplemente dar un paseo por sus plácidas aguas, mientras contemplan el color verde de su abundante vegetación.

## Galeria

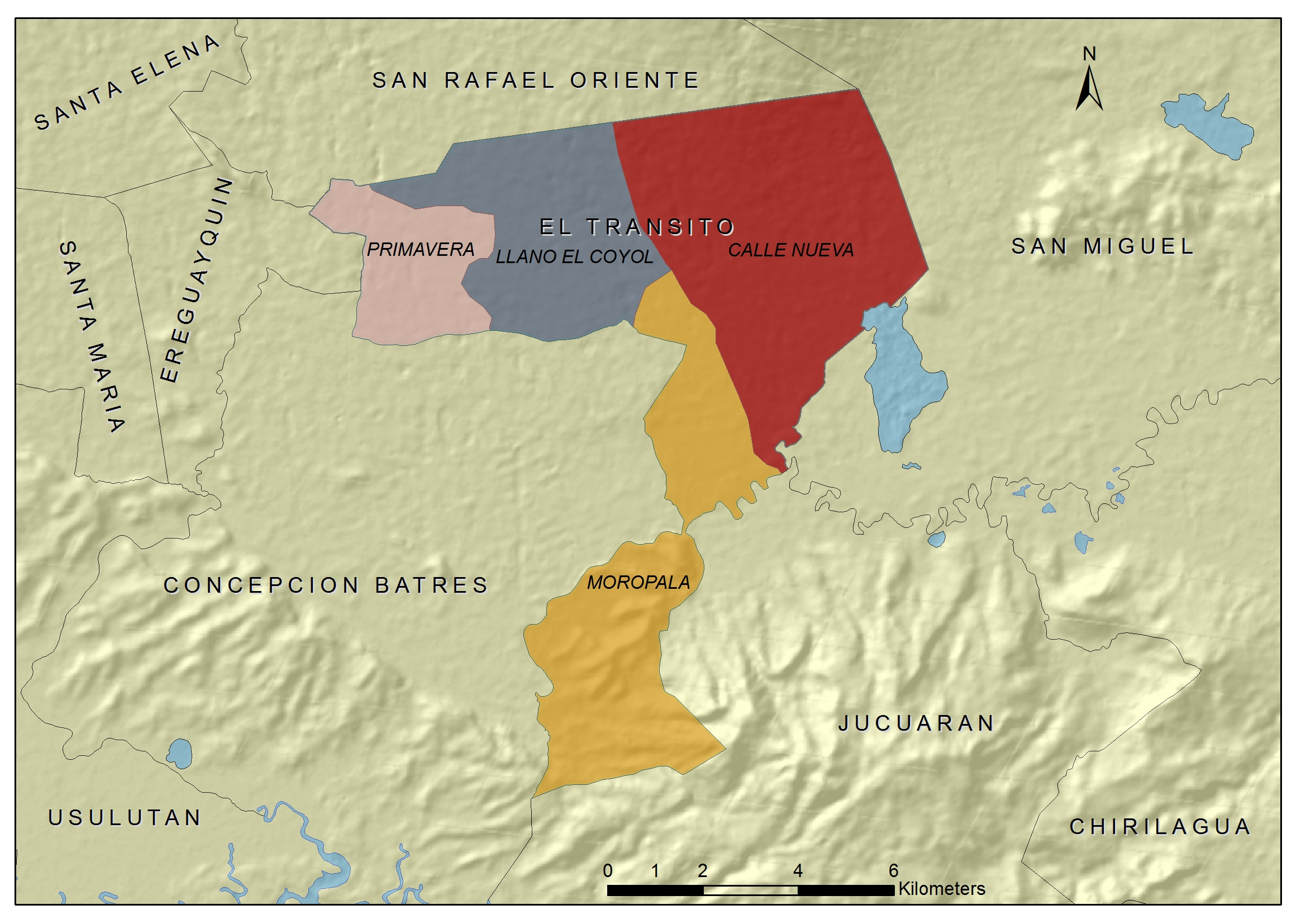
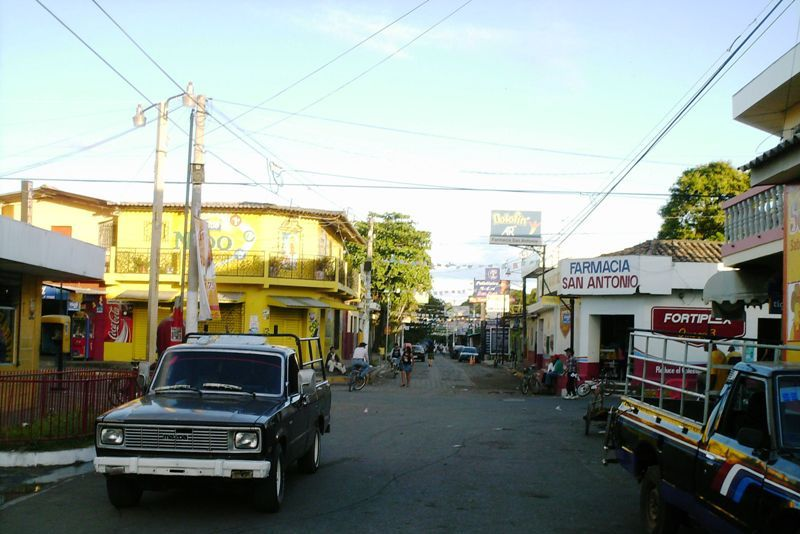
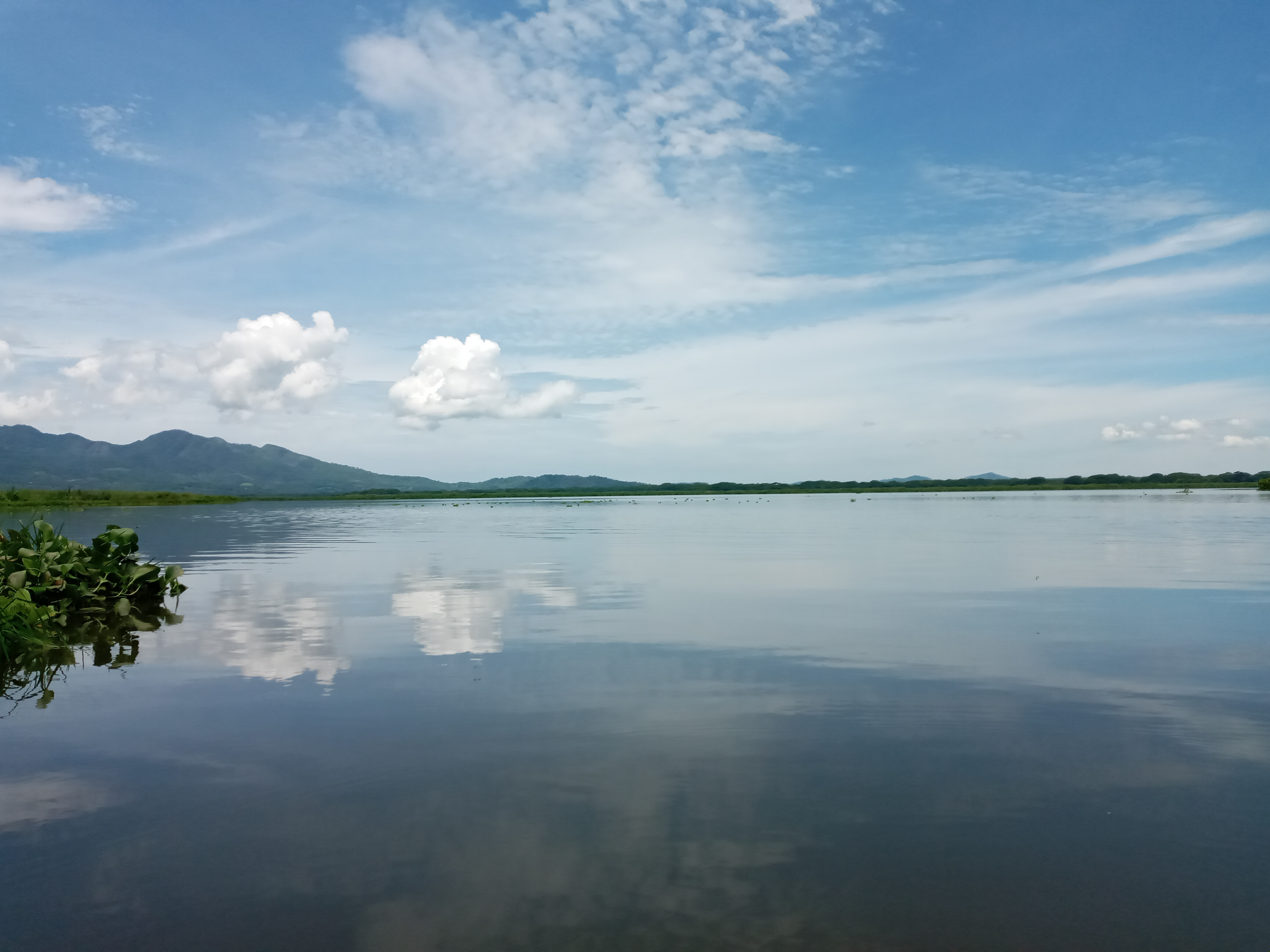
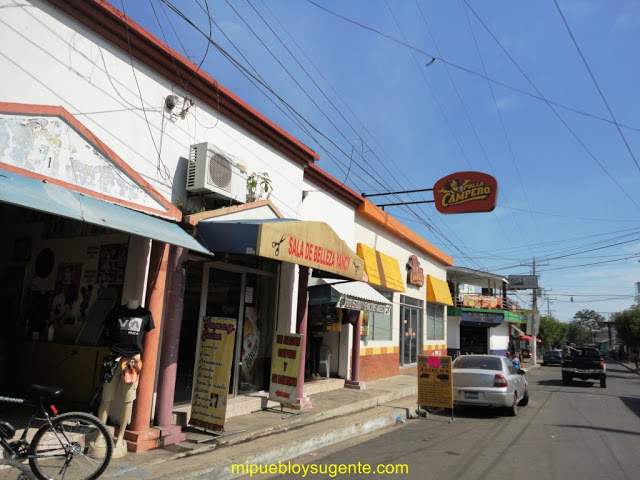